# San Agustín (Caripe)
Pour les articles homonymes, voir San Agustin.
San Agustín est l'une des 6 paroisses civiles de la municipalité de Caripe dans l'État de Monagas au Venezuela.